# 放射線モニタリング無人機システム
放射線モニタリング無人機システム（ほうしゃせんモニタリングむじんきシステム、Unmanned Airplane for Radiation Monitoring System、UARMS）は、日本原子力研究開発機構（JAEA）と宇宙航空研究開発機構（JAXA）航空技術部門（旧航空本部）が共同開発している無人航空機。

## 概要
上空からの放射線量観測を目的としたもので、無人機と地上局はJAXAが、放射線測定器とモニタリングシステムはJAEAが開発を担当する。
機体は、JAXAが研究開発を進めていた小型固定翼無人航空機を原型とした炭素繊維強化プラスチック製の双胴機で、エンジンは推進式にレシプロエンジン1基を装備。離着陸時以外は自動操縦によるプログラム飛行を行うほか、後には高精度の測定を行うための地形追随機能や、通信途絶後に自動的に基地局に帰還するRTB（自動帰投）機能も付与された。また、緊急用のパラシュートも内蔵されている。耐空能力は約20時間。測定器とモニタリングシステムはJAEAが無人ヘリコプター用に開発した物の改良型で、機体の機首下部に装備されている。システムの母機に固定翼の無人機が選ばれたのは、有人機よりも被曝リスクが低く、無人ヘリコプターよりも広範囲かつ長時間、高解像度の測定が行えるというメリットがあるためだった。
計画は2012年（平成24年）6月から開始され、2013年（平成25年）3月7日には試作された「ベース機」が北海道の鹿部飛行場で飛行確認試験を行い、予定された基本機能が発揮されたことを確認した。その他に大樹航空宇宙実験場でも複数の飛行試験が行われた後、2014年（平成26年）1月24日には福島第一原子力発電所事故の避難指示解除準備区域である福島県浪江町で評価試験を行っている。
これらのベース機による試験結果を元にして、飛行時間の延長や地形追従機能・RTB機能の実装、放射線分布測定システムのバージョンアップなどの改良を加えた「機能向上機」が開発され、2014年11月27日・28日にふくしまスカイパークで飛行試験を行い、起伏に富んだ地形での計測精度の向上を確認した。その後、2022年（令和4年）の時点では、機体は自動航行といった飛行制御技術の開発に転用されている。

## 諸元（機能向上機）
- 全長：2.70 m
- 全幅：4.20 m
- 全高：1.315 m
- 離陸重量：50 kg
- エンジン：デザート・エアークラフト DA-100L 水平対向2気筒（9.8 hp） × 1
- 最大速度：126 km/h
- 巡航速度：108 km/h
- 最大飛行高度：250 m（航空法準拠）
- 航続時間：6時間
- 搭載量：3 - 10 kg
- 乗員：0名